# Polo & Pan

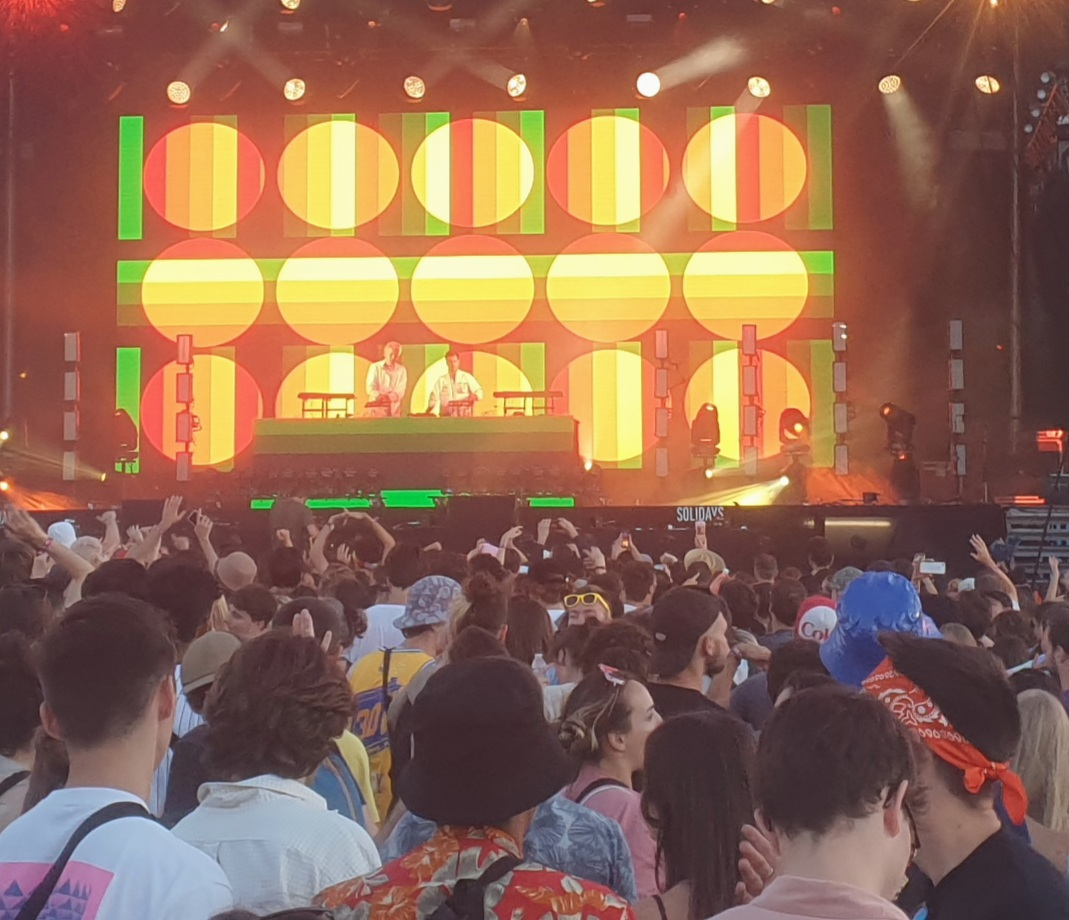
Polo & Pan, Solidays 2022 in Paris

Polo & Pan sind ein französisches Musikduo, bestehend aus Paul Armand-Delille (alias Polocorp oder Polo) und Alexandre Grynszpan (alias Peter Pan oder Pan). Ihr Musikstil umfasst eine Mischung aus elektronischer Musik, die von tropischen Klängen und Weltmusik beeinflusst ist. Das Duo hat zwei Studioalben und eine Reihe erfolgreicher EPs veröffentlicht. Die Single „Ani Kuni“ ist ihr größter Charterfolg.

## Karriere
Zusammen gründeten die beiden DJs Anfang 2013 Polo & Pan, nachdem sie einzeln durch ihre Auftritte in der Pariser Bar „Le Baron“ bekannt wurden, wo sie 2012 zum ersten Mal zusammenkamen. Vor ihrer Karriere als DJs spielte Grynszpan Cello und besuchte das Konservatorium. Armand-Delille nahm Musiktheorie- sowie Klavierunterricht. Das Duo begann zuerst bestehende Songs zu mixen, bevor sie ihre eigenen Kompositionen herausbrachten, die in ihrer Debüt-EP Rivolta und der auf der von Hamburger Records veröffentlichten Folge-EP Dorothy zu finden waren. Ihre dritte EP-Veröffentlichung Canopée im Jahr 2016 führte zu ihrem ersten Chart-Erfolg mit dem gleichnamigen Song „Canopée“.
2017 arbeiteten Polo & Pan mit dem Musiker Jacques Auberger zusammen, was zur Single „Jacquadi“ führte. Es folgte am 19. Mai 2017 ihr Debüt-Studioalbum Caravelle mit dem Song „Cœur Croisé“, der als Single mit einem dazugehörigen Musikvideo veröffentlicht wurde. Das Album war ein Erfolg. Im Juli 2018 wurde eine Deluxe-Edition desselben Albums veröffentlicht und im Oktober desselben Jahres die EP Mexicali veröffentlicht und eine Tour zur Promotion des Albums und der EP von September bis Dezember 2018 veranstaltet. 2020 wurde die Single „Feel Good“ veröffentlicht, gefolgt von einer gleichnamigen EP.
Im Juni 2021 erlebten sie ihren größten Erfolg, das Album Cyclorama mit der Single Ani Kuni, die auf einem traditionellen Lied Ani Couni Chaouani basiert, einer Hymne der amerikanischen Ureinwohner, die von den Arapaho-Stämmen stammt, die in den Ebenen von Colorado und Wyoming in den USA leben. "Ani Kuni" wurde zum größten Hit von Polo & Pan und stieg auf Platz 10 der französischen SNEP-Single-Charts auf. Für die Produktion des Songs Bilboquet arbeiteten sie mit dem Filmkomponisten Vladimir Cosma zusammen. Der Song ist ein Edit der Filmmelodie Sirba von Cosma.

## Diskografie

### Studioalben
| Jahr | Titel Musiklabel                                    | Höchstplatzierung, Gesamtwochen, AuszeichnungChartplatzierungen (Jahr, Titel, Musiklabel, Platzierungen, Wochen, Auszeichnungen, Anmerkungen) | Höchstplatzierung, Gesamtwochen, AuszeichnungChartplatzierungen (Jahr, Titel, Musiklabel, Platzierungen, Wochen, Auszeichnungen, Anmerkungen) | Höchstplatzierung, Gesamtwochen, AuszeichnungChartplatzierungen (Jahr, Titel, Musiklabel, Platzierungen, Wochen, Auszeichnungen, Anmerkungen) | Anmerkungen                                                                                   |
| Jahr | Titel Musiklabel                                    | FR | BEW | CH | Anmerkungen                                                                                   |
| ---- | --------------------------------------------------- | --- | --- | --- | --------------------------------------------------------------------------------------------- |
| 2017 | Caravelle Hamburger Records / Ekler’O’Shock Records | FR87 Gold · (35 Wo.)FR | BEW120 (2 Wo.)BEW | — | Erstveröffentlichung: 15. September 2017 Erstveröffentlichung: 13. Juli 2018 (Deluxe Edition) |
| 2021 | Cyclorama Hamburger Records / Ekler’O’Shock Records | FR10 Gold · (50 Wo.)FR | BEW29 (6 Wo.)BEW | CH60 (1 Wo.)CH | Erstveröffentlichung: 25. Juni 2021                                                           |
| 2025 | 22:22 Virgin Records                                | FR61 (3 Wo.)FR | — | — | Erstveröffentlichung: 28. März 2025                                                           |

### EPs
- Rivolta (Hamburger Records, 2013)
- Dorothy (Hamburger Records / Ekler'O'Shock, 2014)
- Plage isolée (Hamburger Records / Ekler'O'Shock, 2015)
- Canopée (Hamburger Records / EOS Records, 2016)
- Mexicali (Remixes)(Hamburger Records / Ekler'O'Shock, 2018)
- Gengis (Hamburger Records / EOS Records, 2019)
- Feel Good (Hamburger Records / EOS Records, 2020)

### Singles
| Jahr | Titel Album        | Höchstplatzierung, Gesamtwochen, AuszeichnungChartplatzierungen (Jahr, Titel, Album, Platzierungen, Wochen, Auszeichnungen, Anmerkungen) | Höchstplatzierung, Gesamtwochen, AuszeichnungChartplatzierungen (Jahr, Titel, Album, Platzierungen, Wochen, Auszeichnungen, Anmerkungen) | Höchstplatzierung, Gesamtwochen, AuszeichnungChartplatzierungen (Jahr, Titel, Album, Platzierungen, Wochen, Auszeichnungen, Anmerkungen) | Anmerkungen                         |
| Jahr | Titel Album        | FR | BEW | CH | Anmerkungen                         |
| ---- | ------------------ | --- | --- | --- | ----------------------------------- |
| 2016 | Canopée Caravelle  | FR161 Diamant · (5 Wo.)FR | — | — | Erstveröffentlichung: 10. Juni 2016 |
| 2021 | Ani kuni Cyclorama | FR9 Diamant · (65 Wo.)FR | BEW6 (24 Wo.)BEW | — | Erstveröffentlichung: 7. Mai 2021   |

Weitere Singles
- 2013: Rivolta
- 2014: Dorothy
- 2015: Plage isolée
- 2016: Nanã (FR: Gold)
- 2016: Bakara
- 2017: Jacquadi
- 2017: Cœur croisé
- 2017: Zoom Zoom
- 2017: Mexicali
- 2017: Aqualand
- 2018: Arc-en-ciel
- 2019: Gengis
- 2020: Feel Good
- 2021: Tunnel
- 2021: Les jolies choses

## Auszeichnungen für Musikverkäufe
| Goldene Schallplatte - Mexiko - 2025: für die Single Dorothy - 2025: für die Single Canopée | 3× Goldene Schallplatte - Mexiko - 2025: für die Single Nanã |

Anmerkung: Auszeichnungen in Ländern aus den Charttabellen bzw. Chartboxen sind in ebendiesen zu finden.
| Land/RegionAuszeichnungen für Musikverkäufe (Land/Region, Auszeichnungen, Verkäufe, Quellen) | Gold     | Platin  | Diamant     | Verkäufe | Quellen         |
| -------------------------------------------------------------------------------------------- | -------- | ------- | ----------- | -------- | --------------- |
| Frankreich (SNEP)                                                                            | 3× Gold3 | —       | 2× Diamant2 | 866.666  | snepmusique.com |
| Mexiko (AMPROFON)                                                                            | 3× Gold3 | Platin1 | —           | 150.000  | amprofon.com.mx |
| Insgesamt                                                                                    | 6× Gold6 | Platin1 | 2× Diamant2 |          |                 |